# Liste des châteaux d'Indre-et-Loire
Cet article recense de manière non exhaustive les châteaux (de défense ou d'agrément), maisons fortes, mottes castrales, situés dans le département français d'Indre-et-Loire. Il est fait état des inscriptions et classements au titre des monuments historiques.

## Liste
| Icône            | Signification    | Abréviations             | Abréviations                  | Abréviations             | Abréviations           |
| ---------------- | ---------------- | ------------------------ | ----------------------------- | ------------------------ | ---------------------- |
| Château fort     | Château fort     | = Bastide                | = Ferme fortifiée             | = Maison forte           | = (Néo-)Palladianisme  |
| Renaissance      | Renaissance      | = Château gascon         | = Folie (montpelliéraine)     | = Manoir, Gentilhommière | = Résidence épiscopale |
| Domaine viticole | Domaine viticole | = Classicisme, classique | = Forteresse, fort(ification) | = Maison (noble)         | = Style Beaux-Arts     |
| Palais           | Palais           | = Commanderie            | = Gothique (flamboyant)       | = Néo-baroque            | = Style Second Empire  |
| Ruine ou disparu | Ruine, disparu   | = Château pinardier      | = Hôtel particulier           | = Néo-classique          | = Style italianisant   |
|                  |                  | = Demeure seigneuriale   | ... = Style Louis XII...XVI   | = Néo-gothique           | = Style troubadour     |
|                  |                  | = Éclectisme             | = Logis (seigneurial)         | = Néo-Renaissance        | = Villa (de Nice)      |
| Baroque, rococo  | Baroque, rococo  | = Édifice religieux      | = Motte castrale/féodale      | = Pavillon de chasse     | = Styles du XXe siècle |

| Type                                               | Château                        | Commune                | Protection | Notes                                                                             | Coordonnées                 | Illustration |
| -------------------------------------------------- | ------------------------------ | ---------------------- | --- | --------------------------------------------------------------------------------- | --------------------------- | ------------ |
| Château fort · Gothique (flamboyant) · Renaissance | Château d'Amboise              | Amboise                | Classé MH (1840) · Notice no PA00097503 · Jardin remarquable                                                      | Moyen Âge, XVIe siècle, château royal                                             | 47° 24′ 34″ N, 0° 59′ 09″ E |              |
| Château fort · Néo-classique                       | Château d'Artigny              | Montbazon              | « Photo », notice no IVR24_19923700204                                                                            | XIVe siècle, XIXe et XXe siècles                                                  | 47° 16′ 51″ N, 0° 41′ 24″ E |              |
| Renaissance                                        | Château d'Azay-le-Rideau       | Azay-le-Rideau         | Classé MH (1914) · Notice no PA00097546 · Notice no IA00011436                                                    | XVIe siècle, XVIIe et XIXe siècles, château à douves                              | 47° 15′ 20″ N, 0° 27′ 58″ E |              |
| Renaissance                                        | Château de La Bourdaisière     | Montlouis-sur-Loire    | Inscrit MH (1947) · Notice no PA00097872                                                                          | XVIe et XIXe siècles                                                              | 47° 22′ 11″ N, 0° 50′ 19″ E |              |
| Maison forte · Renaissance · Néo-gothique          | Château de Candé               | Monts                  | | Xe et XVIe siècles, XIXe et XXe siècles                                           | 47° 17′ 48″ N, 0° 39′ 52″ E |              |
| Château fort · Renaissance                         | Château de La Celle-Guenand    | La Celle-Guenand       | Inscrit MH (1943) · Notice no PA00097617 · Notice no IA37001186                                                   | XIVe et XVIe siècles                                                              | 46° 56′ 41″ N, 0° 53′ 36″ E |              |
| Renaissance                                        | Château de Champchevrier       | Cléré-les-Pins         | Classé MH (1975) · Notice no PA00097708                                                                           | XVIe et XVIIIe siècles                                                            | 47° 26′ 39″ N, 0° 23′ 24″ E |              |
| Classicisme, classique · Ruine ou disparu          | Château de Chanteloup          | Amboise                | Inscrit MH (1937, 1994) · Classé MH (1996) · Notice no PA00097507                                                 | XVIIIe et XIXe siècles, détruit                                                   | 47° 23′ 28″ N, 0° 58′ 13″ E |              |
| Château fort                                       | Château du Châtelier           | Paulmy                 | Inscrit MH (1963) · Classé MH (1977) · Notice no PA00097908 · Notice no IA37001245                                | XIIe et XVe siècles, XVIe et XVIIe siècles                                        | 46° 58′ 46″ N, 0° 48′ 42″ E |              |
| Renaissance                                        | Château de Chenonceau          | Chenonceaux            | Classé MH (1840, 1962) · Notice no PA00097654 · Jardin remarquable                                                | XVe et XVIe siècles, « le château des Dames »                                     | 47° 19′ 17″ N, 1° 04′ 13″ E |              |
| Château fort                                       | Château de Chinon              | Chinon                 | Classé MH (1840, 1926, 1927, 1931) · Notice no PA00097661 · Notice no PA00097669 · Notice no IA00011838           | Xe et XIIe siècles, XIIIe et XIVe siècles, XVe et XVIe siècles, forteresse royale | 47° 10′ 05″ N, 0° 14′ 10″ E |              |
| Château fort · Ruine ou disparu · Renaissance      | Château de Cinq-Mars           | Cinq-Mars-la-Pile      | Classé MH (1976) · Inscrit MH (1976) · Notice no PA00097698                                                       | XIIe et XIIIe siècles, XVe et XVIe siècles                                        | 47° 20′ 56″ N, 0° 27′ 48″ E |              |
| Gothique (flamboyant) · Renaissance                | Château du Clos Lucé           | Amboise                | Classé MH (1862) · Notice no PA00097504                                                                           | XVe siècle, dernier lieu de résidence de Léonard de Vinci                         | 47° 24′ 37″ N, 0° 59′ 31″ E |              |
| Manoir, gentilhommière · Renaissance               | Manoir de La Côte              | Reugny                 | Inscrit MH (1930, 1989) · Classé MH (1989) · Notice no PA00097940                                                 | XVe et XVIe siècles, XVIIIe siècle                                                | 47° 28′ 14″ N, 0° 52′ 46″ E |              |
| Renaissance                                        | Château-Gaillard               | Amboise                | Inscrit MH (1963) · Notice no PA00097505                                                                          | XVIe siècle, résidence royale                                                     | 47° 24′ 38″ N, 0° 59′ 58″ E |              |
| Château fort · Renaissance                         | Château de Gizeux              | Gizeux                 | Classé MH (1945) · Notice no PA00097766                                                                           | XIIIe et XVe siècles, XVIe et XVIIIe siècles                                      | 47° 23′ 26″ N, 0° 12′ 23″ E |              |
| Château fort · Renaissance · Ruine ou disparu      | Château du Grand-Pressigny     | Le Grand-Pressigny     | Classé MH (1886, 1907) · Classé MH (1938, 1998) · Inscrit MH (1927) · Notice no PA00097768 · Notice no IA37001204 | XIIe et XVe siècles, XVIe et XVIIIe siècles                                       | 46° 55′ 20″ N, 0° 48′ 13″ E |              |
| Château fort · Renaissance                         | Château de la Guerche          | La Guerche             | Inscrit MH (1944) · Notice no PA00097772 · Notice no IA37001230                                                   | XVe et XVIIe siècles, XIXe et XXe siècles                                         | 46° 53′ 02″ N, 0° 43′ 47″ E |              |
| Renaissance                                        | Château d'Hodebert             | Saint-Paterne-Racan    | Inscrit MH (2009) · Notice no PA37000027 · Notice no IA37000110                                                   | XVIe et XVIIe siècles, XVIIIe et XIXe siècles                                     | 47° 36′ 16″ N, 0° 27′ 59″ E |              |
| Château fort · Renaissance                         | Château de Jallanges           | Vouvray                | Inscrit MH (1946) · Notice no PA00098281                                                                          | XIe siècle, XVe et XVIe siècles, XVIIe et XVIIIe siècles                          | 47° 26′ 40″ N, 0° 49′ 47″ E |              |
| Château fort · Renaissance                         | Château de Langeais            | Langeais               | Classé MH (1922, 1942) · Notice no PA00097795 · Notice no IA37001296                                              | Xe et XVe siècles, XIXe et XXe siècles                                            | 47° 19′ 29″ N, 0° 24′ 22″ E |              |
| Château fort · Ruine ou disparu                    | Château de Loches              | Loches                 | Classé MH (1862, 1886, 1889) · Inscrit MH (1962, 1942) · Notice no PA00097821                                     | XIe et XIVe siècles                                                               | 47° 07′ 29″ N, 0° 59′ 49″ E |              |
| Château fort                                       | Château de Luynes              | Luynes                 | Inscrit MH (1926) · Notice no PA00097847                                                                          | XIIIe et XVe siècles, XVIIe siècle                                                | 47° 23′ 11″ N, 0° 33′ 13″ E |              |
| Renaissance                                        | Château de Marcilly-sur-Maulne | Marcilly-sur-Maulne    | Classé MH (1944) · Notice no PA00097863                                                                           | XVIe et XVIIe siècles                                                             | 47° 32′ 59″ N, 0° 14′ 02″ E |              |
| Maison forte · Manoir, gentilhommière              | Manoir de Montfort             | Chançay                | Inscrit MH (1947) · Notice no PA00097628                                                                          | XVIe siècle                                                                       | 47° 26′ 27″ N, 0° 53′ 03″ E |              |
| Château fort · Renaissance                         | Château de Montpoupon          | Céré-la-Ronde          | Inscrit MH (1930) · Classé MH (1966) · Notice no PA00097620                                                       | XIVe et XVe siècles, XVIe siècle                                                  | 47° 15′ 11″ N, 1° 08′ 29″ E |              |
| Château fort · Renaissance                         | Château de Montrésor           | Montrésor              | Classé MH (1996) · Notice no PA00097876                                                                           | XIVe et XVIe siècles, XIXe siècle                                                 | 47° 09′ 21″ N, 1° 12′ 05″ E |              |
| Château fort · Renaissance                         | Château de la Motte-Sonzay     | Sonzay                 | Classé MH (1959) · Notice no PA00098117                                                                           | XIIe et XVe siècles, XVIe siècle                                                  | 47° 30′ 44″ N, 0° 27′ 47″ E |              |
| Renaissance                                        | Château de Nitray              | Athée-sur-Cher         | Inscrit MH (1947) · Notice no PA00097534                                                                          | XVIe siècle                                                                       | 47° 20′ 27″ N, 0° 53′ 40″ E |              |
| Château fort · Classicisme, classique              | Château de Paulmy              | Paulmy                 | Notice no IA37001244                                                                                              | XVe et XVIIe siècles, XIXe siècle                                                 | 46° 58′ 57″ N, 0° 49′ 54″ E |              |
| Château fort · Gothique (flamboyant)               | Château de Plessis-lèz-Tours   | La Riche               | Inscrit MH (1927) · Notice no PA00097942                                                                          | Moyen Âge, XIXe siècle                                                            | 47° 22′ 57″ N, 0° 39′ 38″ E |              |
| Renaissance                                        | Château des Réaux              | Chouzé-sur-Loire       | Inscrit MH (1930) · Notice no PA00097691                                                                          | XVe siècle                                                                        | 47° 14′ 52″ N, 0° 08′ 54″ E |              |
| Château fort · Classicisme, classique              | Château de Reignac             | Reignac-sur-Indre      | « Photo », notice no AP67L04141 « Photo », notice no AP67L04144                                                   | XVe et XVIIIe siècles, hôtel                                                      | 47° 13′ 58″ N, 0° 55′ 00″ E |              |
| Château fort · Style Louis XIII · Ruine ou disparu | Château de Richelieu           | Richelieu              | Classé MH (1930) · Notice no PA00097945 · Notice no IA00127137                                                    | XIIe et XVIe siècles, XVIIe et XVIIIe siècles, détruit                            | 47° 00′ 26″ N, 0° 19′ 33″ E |              |
| Château fort · Renaissance                         | Château du Rivau               | Lémeré                 | Classé MH (1918, 1999) · Inscrit MH (1988) · Notice no PA00097802 · Jardin remarquable                            | XIIe et XVe siècles, XVIe et XVIIIe siècles                                       | 47° 06′ 14″ N, 0° 19′ 24″ E |              |
| Château fort · Classicisme, classique              | Château de Rochecotte          | Saint-Patrice          | Inscrit MH (1948) · Notice no PA00098097                                                                          | XVe siècle, XVIIIe et XIXe siècles, hôtel-restaurant                              | 47° 17′ 14″ N, 0° 18′ 24″ E |              |
| Manoir, gentilhommière · Renaissance               | Château de Saché               | Saché                  | Inscrit MH (1932) · Classé MH (1983) · Notice no PA00098051                                                       | Moyen Âge, XVIe siècle, XVIIIe et XIXe siècles, Musée Balzac                      | 47° 14′ 45″ N, 0° 32′ 41″ E |              |
| Château fort · Renaissance                         | Château de Tours               | Tours                  | Classé MH (1913) · Inscrit MH (1973) · Notice no PA00098260 · Notice no IA00071352                                | Moyen Âge, XVIe et XVIIIe siècles                                                 | 47° 23′ 50″ N, 0° 41′ 37″ E |              |
| Château fort · Renaissance                         | Château d'Ussé                 | Rigny-Ussé             | Inscrit MH (1927) · Classé MH (1931, 1951) · Notice no PA00098034                                                 | XVe et XVIe siècles, XVIIe et XIXe siècles, inspiration médiévale et Renaissance  | 47° 14′ 59″ N, 0° 17′ 28″ E |              |
| Néo-classique                                      | Château des Vallées            | Tournon-Saint-Pierre   | | XIXe siècle                                                                       | 46° 46′ 24″ N, 0° 55′ 49″ E |              |
| Manoir, gentilhommière · Renaissance               | Château de Valmer              | Chançay                | Inscrit MH (1930) · Notice no PA00098034 · Notice no IA37001294 · Jardin remarquable                              | XVIe et XVIIIe siècles                                                            | 47° 27′ 32″ N, 0° 53′ 14″ E |              |
| Château fort · Ruine ou disparu                    | Château de Vaujours            | Château-la-Vallière    | Classé MH (1989) · Notice no PA00097642                                                                           | XIIe et XIIIe siècles, XVe siècle                                                 | 47° 31′ 40″ N, 0° 20′ 50″ E |              |
| Château fort · Renaissance · Style Louis XV        | Château de Villandry           | Villandry              | Inscrit MH (1927) · Classé MH (1934) · Notice no PA00098286 · Jardin remarquable                                  | XIVe et XVIe siècles, XVIIIe et XXe siècles, connu pour ses jardins               | 47° 20′ 27″ N, 0° 30′ 52″ E |              |
| Néo-gothique · Néo-classique                       | Château du Vivier des Landes   | Courcelles-de-Touraine | Inscrit MH (1993) · Notice no PA00125366                                                                          | XVe et XIXe siècles, « Château des Sept Tours », hôtel                            | 47° 28′ 55″ N, 0° 21′ 40″ E |              |